# Campeonato Paulista de Futebol de 1916 (LPF)
O Campeonato da Liga Paulista Foot-Ball de 1916 foi a 15.ª edição da competição de futebol entre clubes de futebol paulistanos filiados à LPF e é reconhecido como legítima edição do Campeonato Paulista de Futebol pela FPF.
Disputado por 14 equipes, o campeonato da LPF ocorreu entre 21 de maio e 26 de novembro de 1916 e teve o Corinthians como vencedor e o União Lapa como o segundo lugar.
O artilheiro da competição foi Aparício, do Corinthians, com 7 gols.

## História
A edição de 1916 estava planejada para ser disputada em 26 jogos por cada uma das 14 equipes em turno e returno, mas a competição foi encerrada bem antes por conta do enfraquecimento e subsequente encerramento da LPF. Ao todo, foram 51 jogos e 122 gols marcados (uma média de 2,39 por partida).
Última edição de um torneio organizado pela liga pioneira do futebol paulista, a competição daquele ano ficou marcada pelo cancelamento de diversas partidas e o encerramento no primeiro terço da competição, um sinal inequívoco do declínio da LPF, cada vez mais fragilizada com o progresso e prestígio crescentes da rival Associação Paulista de Esportes Atléticos.
A FPF reconhece oficialmente duas competições como legítimas edições do Campeonato Paulista de Futebol de 1916, cada uma das quais organizadas por uma entidade diferente, uma pela Liga Paulista de Foot-Ball e outra pela Associação Paulista de Esportes Atléticos.

## Participantes
- Alumny
- Americano
- Campos Elyseos
- Corinthians
- Germânia
- Internacional
- Ítalo
- Lusitano
- Maranhão
- Minas Gerais
- Paysandu
- Ruggerone
- União Lapa
- Vicentino

## Tabela
21/05/1916 Maranhão 1 x 3  Corinthians
28/05/1916 Germânia 1 x 3 Ruggerone
04/06/1916 SC Internacional 1 x 2 União Lapa
11/06/1916 Paysandu 0 x 1 Luzitano
18/06/1916 Campos Elíseos 0 x 0 Alumny
25/06/1916 Americano 1 x 1 Ítalo
02/07/1916 Vicentino 1 x 1 Minas Gerais
09/07/1916 Maranhão 2 x 0 Luzitano
23/07/1916 Campos Elíseos 0 x 1 Ruggerone
30/07/1916 Germânia 0 x 4 Americano **(Germânia abandona o torneio na 2º rodada)
30/07/1916 Vicentino WO Ruggerone (Vicentino ganha 2 pontos)
06/08/1916 Corinthians 6 x 0 Alumny
13/08/1916 União Lapa 4 x 0 Ítalo
14/08/1916 Corinthians WO Ruggerone (Corinthians ganha por wo)
27/08/1916 Vicentino 0 x 2 SC Internacional
27/08/1916 Minas Gerais 0 x 0 Paysandu
03/09/1916 Corinthians 2 x 0 Luzitano
03/09/1916 Ruggerone 0 x 1 Alumny
07/09/1916 Americano 9 x 0 União Lapa
07/09/1916 Campos Elíseos 3 x 1 Vicentino
10/09/1916 Paysandu 2 x 1 Vicentino
10/09/1916 SC Internacional 0 x 3 Ítalo
17/09/1916 Alumny 1 x 0 Maranhão
17/09/1916 Luzitano 1 x 3 Minas Gerais
24/09/1916 Campos Elíseos 1 x 3 Corinthians
24/09/1916 Americano 2 x 0 Ruggerone
01/10/1916 Ítalo 1 x 0 Ruggerone
01/10/1916 Vicentino 1 x 3 União Lapa
08/10/1916 Maranhão 1 x 0 Paysandu
08/10/1916 Ruggerone 0 x 0 Luzitano
12/10/1916 União Lapa 0 x 4 Campos Elíseos
12/10/1916 SC Internacional 3 x 1 Alumny **(Internacional abandona o 
torneio na 4º rodada)
15/10/1916 Luzitano 0 x 2 Vicentino
15/10/1916 Paysandu 0 x 2 Ítalo
15/10/1916 Minas Gerais  WO Ruggerone (Minas Gerias ganha por wo)
22/10/1916 União Lapa 2 x 0 Maranhão
22/10/1916 Alumny 1 x 1 Minas Gerais
29/10/1916 Paysandu 0 x 2 Corinthians
29/10/1916 Luzitano 2 x 1 Ítalo
01/11/1916 Minas Gerais 0 x 3 Campos Elíseos
01/11/1916 Ruggerone 0 x 2 União Lapa
05/11/1916 Americano 0 x 1 Corinthians
12/11/1916 Alumny 1 x 0 Ítalo
12/11/1916 Minas Gerais 1 x 2 União Lapa
15/11/1916 Paysandu 1 x 1 Americano
15/11/1916 Campos Elíseos 0 x 0 Maranhão
19/11/1916 Alumny 2 x 1 Vicentino
19/11/1916 Corinthians 3 x 1 União Lapa
19/11/1916 Paysandu  WO Ruggerone (Paysandu ganha por wo)
26/11/1916 Paysandu 1 x 1 Campos Elíseos
26/11/1916 Ruggerone 1 x 2 Maranhão
03/12/1916 Corinthians 3 x 0 Americano
Com a reunificação dos campeonatos da LPF e da APEA a partir de 1917, a competição não chegou ao seu final, com os jogos seguintes sendo cancelados
| Campeão Paulista de 1916 (Campeonato da LPF) |
| -------------------------------------------- |
| CORINTHIANS (2º título)                      |

## Classificação final
| Classificação - Final | Classificação - Final | Classificação - Final | Classificação - Final | Classificação - Final | Classificação - Final | Classificação - Final | Classificação - Final | Classificação - Final | Classificação - Final |
| Time | Time                  | PG                    | J                     | V                     | E                     | D                     | GP                    | GC                    | SG                    |
| --- | --------------------- | --------------------- | --------------------- | --------------------- | --------------------- | --------------------- | --------------------- | --------------------- | --------------------- |
| 1 | Corinthians           | 18                    | 9                     | 9                     | 0                     | 0                     | 23                    | 3                     | 20                    |
| 2 | União Lapa*           | 12                    | 9                     | 6                     | 0                     | 3                     | 16                    | 19                    | - 3                   |
| 3 | Alumny*               | 10                    | 8                     | 4                     | 2                     | 2                     | 7                     | 11                    | - 4                   |
| 4 | Campos Elyseos        | 9                     | 8                     | 3                     | 3                     | 2                     | 12                    | 6                     | 6                     |
| 5 | Maranhão              | 7                     | 7                     | 3                     | 1                     | 3                     | 6                     | 7                     | - 1                   |
| 6 | Minas Gerais          | 7                     | 7                     | 2                     | 3                     | 2                     | 6                     | 8                     | - 2                   |
| 7 | Paysandu              | 7                     | 9                     | 2                     | 3                     | 4                     | 4                     | 9                     | - 5                   |
| 8 | Americano*            | 8                     | 7                     | 3                     | 2                     | 2                     | 17                    | 6                     | 11                    |
| 9 | Ítalo*                | 7                     | 7                     | 3                     | 1                     | 3                     | 8                     | 8                     | 0                     |
| 10 | Vicentino*            | 5                     | 8                     | 2                     | 1                     | 5                     | 7                     | 13                    | - 6                   |
| 11 | Lusitano              | 5                     | 7                     | 2                     | 1                     | 4                     | 4                     | 10                    | - 6                   |
| 12 | Ruggerone*            | 5                     | 12                    | 2                     | 1                     | 9                     | 5                     | 9                     | - 4                   |
| 13 | Internacional**       | 4                     | 4                     | 2                     | 0                     | 2                     | 6                     | 6                     | 0                     |
| 14 | Germânia**            | 0                     | 2                     | 0                     | 0                     | 2                     | 1                     | 7                     | - 6                   |
| PG - pontos ganhos; J - jogos; V - vitórias; E - empates; D - derrotas; GP - gols pró; GC - gols contra; SG - saldo de gols |                       |                       |                       |                       |                       |                       |                       |                       |                       |

(* os jogos contra as equipes do Internacional e Germânia foram anulados para critério de classificação)